# Myxilla flexitornota
Myxilla flexitornota är en svampdjursart som beskrevs av Rezvoi 1925. Myxilla flexitornota ingår i släktet Myxilla och familjen Myxillidae.
Artens utbredningsområde är Norra Ishavet. Inga underarter finns listade i Catalogue of Life.